# Анн Грифин
Анн Грифин (на английски: Anne Griffin) е ирландска писателка, авторка на произведения в жанра социална драма.

## Биография и творчество
Грифин е родена в Дъблин, Ирландия на 9 януари 1969 г. Завършва гимназия в Блекрок, предградие на Дъблин. Следва история в Университетския колеж в Дъблин.
След дипломирането си работи 8 години в компанията за книгоразпространение Waterstones в централните улици на Дъблин. Търсейки ново поприще, следва в Мейнутския университет в Мейнут и получава диплома по работа с общността и младежта. После 5 години работи в социалните програми с маргинализирани групи и мигранти, първоначално в Мейо и след това в Мълингар. Отново решава да промени работата, учи счетоводство и работи в областта на финансовото управление в благотворителния сектор в продължение на 15 години.
През 2013 г. заедно с работата си започва да пише и следва в Университетския колеж в Дъблин, където получава магистърска степен по творческо писане. За да продължи да пише, работи на непълен работен ден в училище. Публикува разкази в ирландски вестници и списания и получава наградата „Джон Макгахърн“ за разказ.
Първият ѝ роман „Когато всичко е изречено“ е издаден през 2019 г. В сюжета героят Морис Ханиган си поръчва 5 различни питиета в хотел „Рейнсфорд Хаус“. С всяко от тях си спомня за 5 души, които са били важни за него – за по-големия си брат, за проблемната си балдъза, за дъщерята, която е държал в прегръдките си едва 15 минути, за сина, живеещ надалеч в Америка, и за съпругата си, по която все още скърби, – хората, които са оформили живота му. Романът става бестселър, получава ирландска литературна награда за дебют, преведен е на 17 езика по света и я прави известна.
Анн Грифин живее със семейството си в Мълингар.

## Произведения

### Самостоятелни романи
- When All Is Said (2019)[1][3]
Когато всичко е изречено, изд. „Артемис Букс“ (2021), прев. Илияна Димитрова
- Listening Still (2021)
- The Island of Longing (2023)